# 넙다리빗근
넙다리빗근(sartorius muscle) 또는 봉공근(縫工筋)은 인체에서 가장 긴 근육이다. 길고 얇으며 얕은층에 위치하여 넓적다리의 앞칸을 아래로 주행하는 근육이다.

## 구조
넙다리빗근은 위앞엉덩뼈가시(ASIS)와, 위앞엉덩뼈가시와 아래앞엉덩뼈가시 사이의 패임 일부에서 일어난다. 넓적다리의 앞쪽 부분을 아래안쪽을 향해 비스듬히 주행한다.
이후 넙다리뼈 안쪽관절융기 뒤쪽을 지나 힘줄로 끝난다. 이 힘줄은 앞쪽으로 휘어 두덩정강근과 반힘줄근의 힘줄과 거위발에서 만난다. 거위발은 정강뼈의 위안쪽 표면에 닿는다.
넙다리빗근의 위쪽 부분은 넙다리삼각의 가쪽 경계를 이루고, 긴모음근을 넙다리빗근이 가로지르는 지점은 넙다리삼각의 꼭대기 지점이 된다. 넙다리빗근과 그 근막의 깊은 쪽에는 모음근굴이 있다. 모음근굴로는 두렁신경, 넙다리동맥, 넙다리정맥, 안쪽넓은근으로 가는 신경 등이 통과한다.

### 변이
이는곳이 고샅인대 바깥쪽 끝, 엉덩뼈의 패임, 엉덩두덩선, 두덩뼈 등 다를 수 있다.
근육이 두 부분으로 갈라져 한 부분은 넙다리근막, 넙다리뼈, 무릎뼈의 인대, 반힘줄근의 힘줄 등에 닿을 수 있다.
닿는곳의 힘줄이 넙다리근막, 무릎관절의 관절주머니, 다리의 근막 등에서 끝날 수 있다.
넙다리빗근이 없는 경우도 있다.

## 기능
엉덩관절과 무릎관절을 움직일 수 있으나 그 작용은 약하여 다른 근육의 협동근 역할을 한다. 엉덩관절에서 넙다리빗근은 넙다리뼈의 굽힘근, 약한 벌림근, 가쪽돌림근 역할을 한다. 무릎에서는 다리를 굽힐 수 있다. 다리가 이미 굽혀진 상태일 때는 넙다리빗근이 다리를 안쪽으로 돌린다. 다리를 꼬고 앉으면 넙다리빗근의 모든 작용이 동시에 일어난다.

## 임상적 중요성
넙다리빗근을 쓰는 데에 문제를 일으키는 많은 질환 중 하나가 거위발 힘줄염이다. 거위발 힘줄염은 무릎 안쪽 부분에 염증이 발생하는 것이다. 근육을 과하게 사용한 운동선수들한테 자주 발병하며 통증, 종창, 압통 등이 특징적이다. 거위발은 두덩정강근, 반힘줄근, 넙다리빗근의 힘줄이 몸쪽 정강뼈 앞안쪽 표면에 합류하여 형성된다. 힘줄 주변의 윤활주머니에 염증이 발생하면 정강뼈머리에서 떨어지게 된다.

## 역사
'Sartorius'라는 이름은 라틴어로 재단사를 뜻하는 단어 'sartor'에서 유래했다. 넙다리빗근은 간혹 '재단사의 근육'(tailor's muscle)으로 불리기도 한다. 문헌에서 이런 이름을 사용하게 된 것은 재단사가 앉아서 일을 할 때 취하는 다리를 꼬고 앉은 자세 때문이다. 프랑스어에서 넙다리빗근을 부르던 이름인 'couturier'는 "재단사처럼 앉은 자세"(프랑스어: s'asseoir en tailleur)라는 뜻의 단어에서 유래했다.

## 추가 이미지

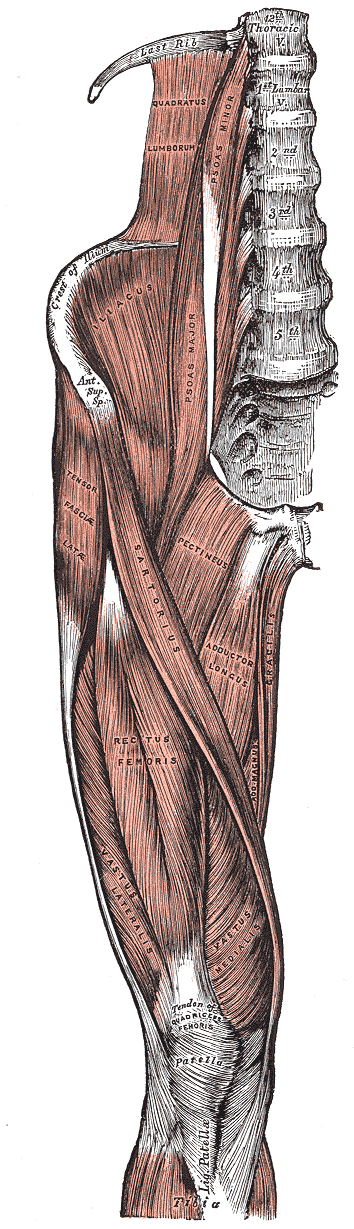
엉덩이와 넓적다리 앞쪽의 근육들
넓적다리 중간 높이에서의 단면
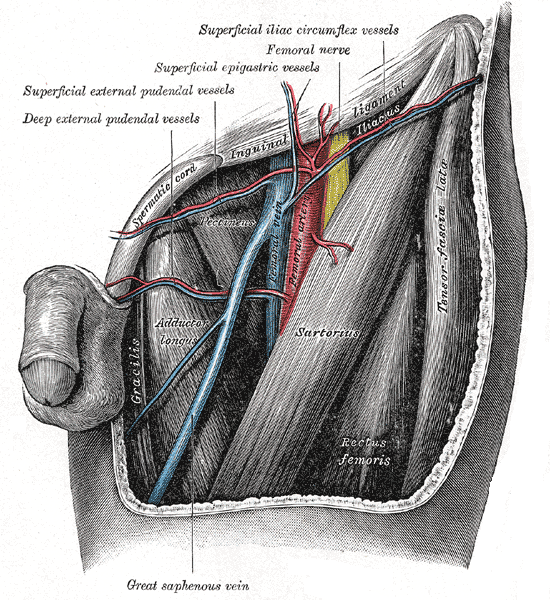
왼쪽 넙다리삼각
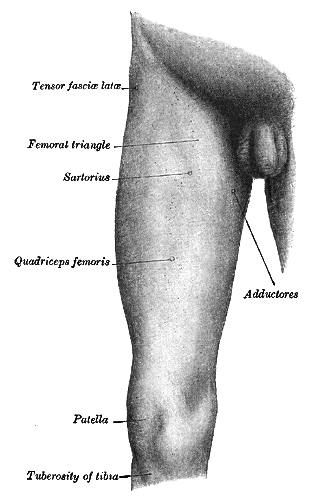
오른쪽 넓적다리의 앞쪽과 안쪽 모습
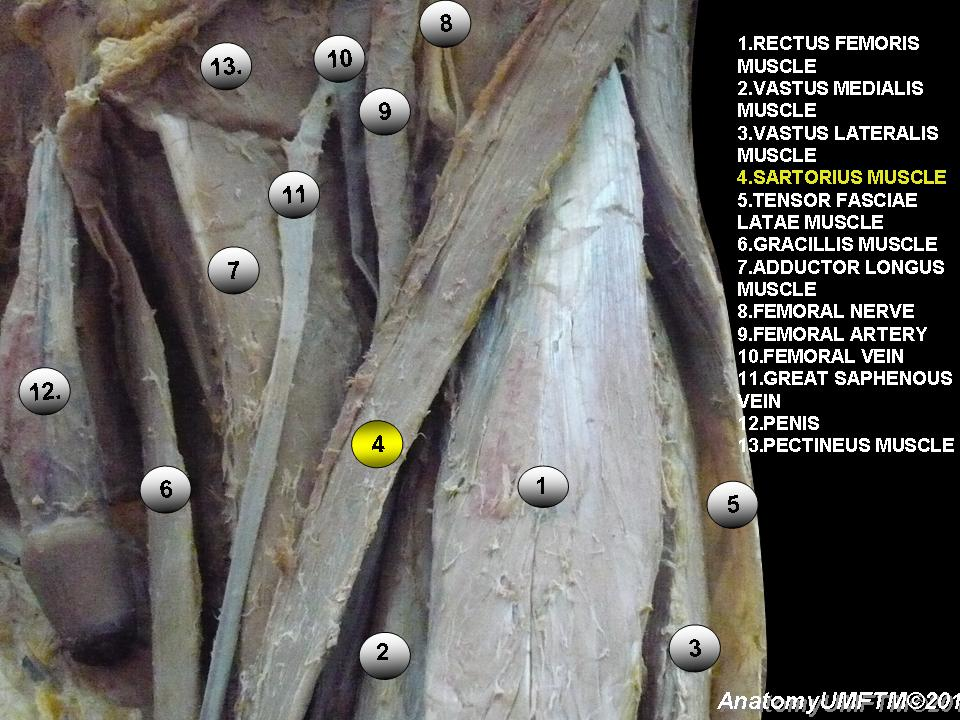
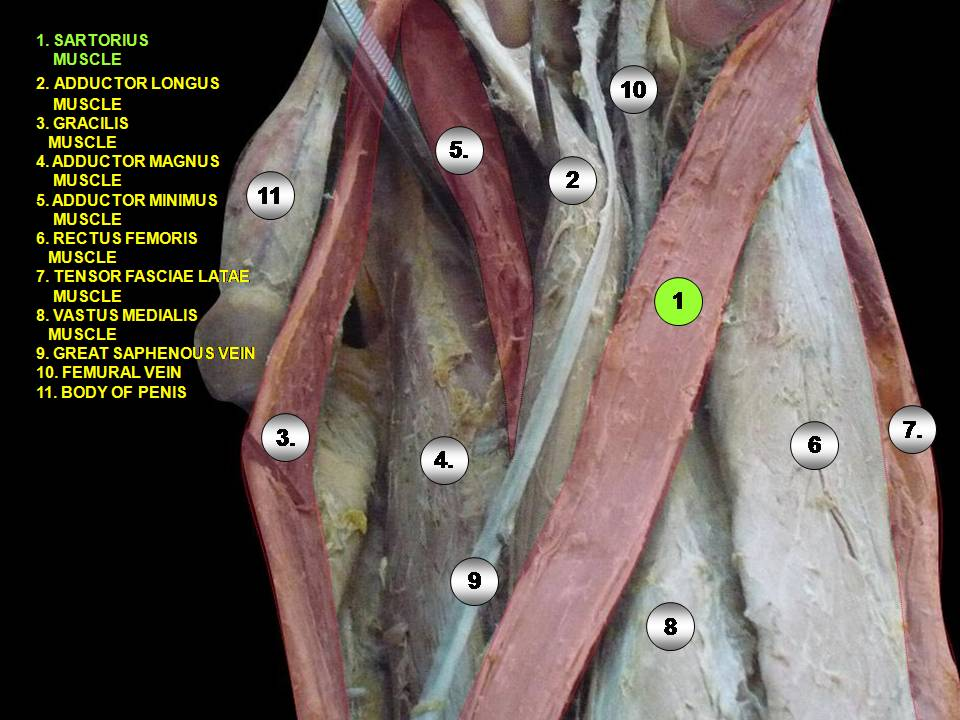
넙다리빗근
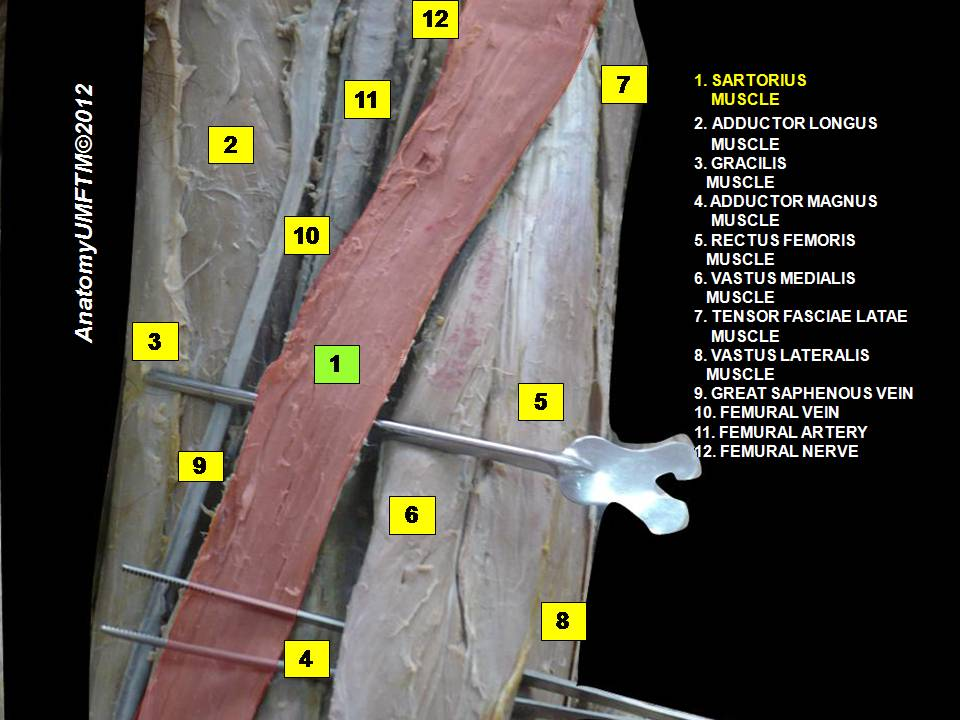
넙다리빗근
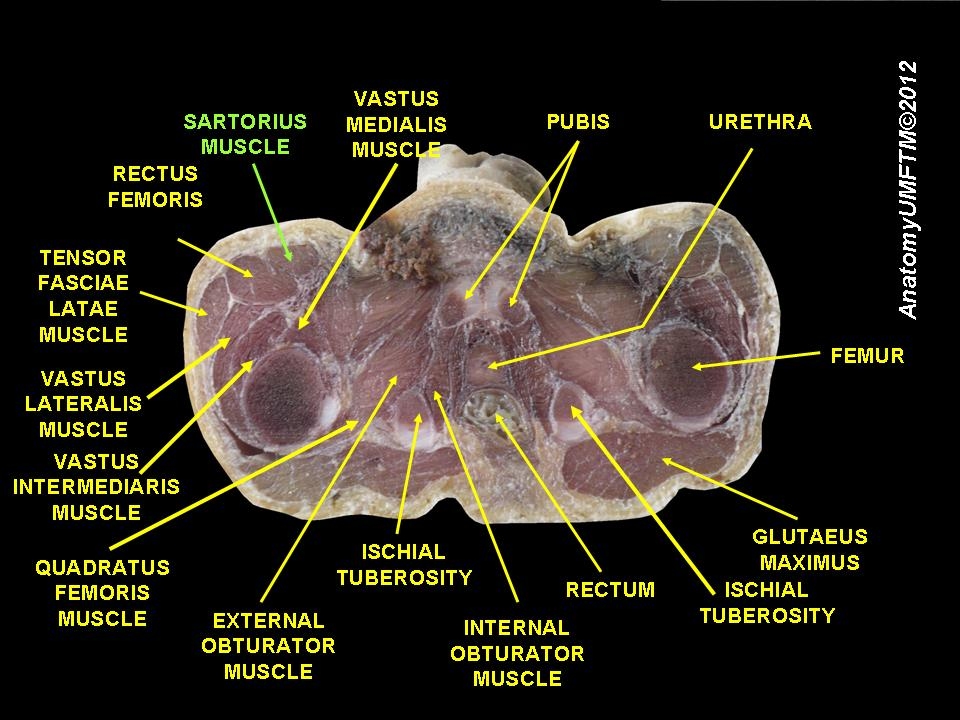
넙다리빗근
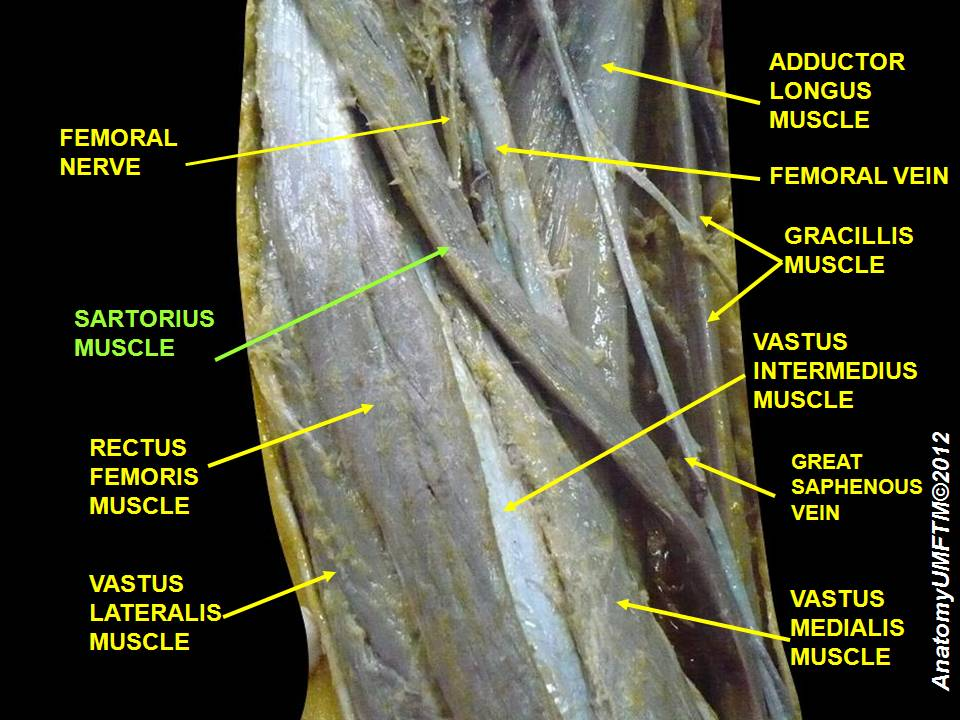
넙다리빗근
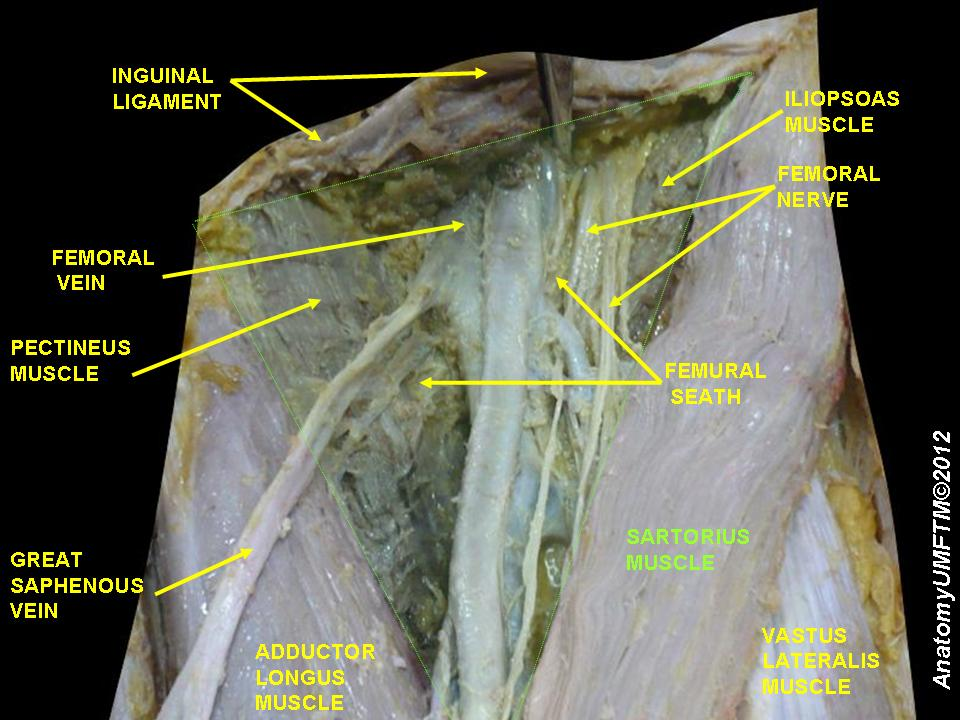
넙다리빗근
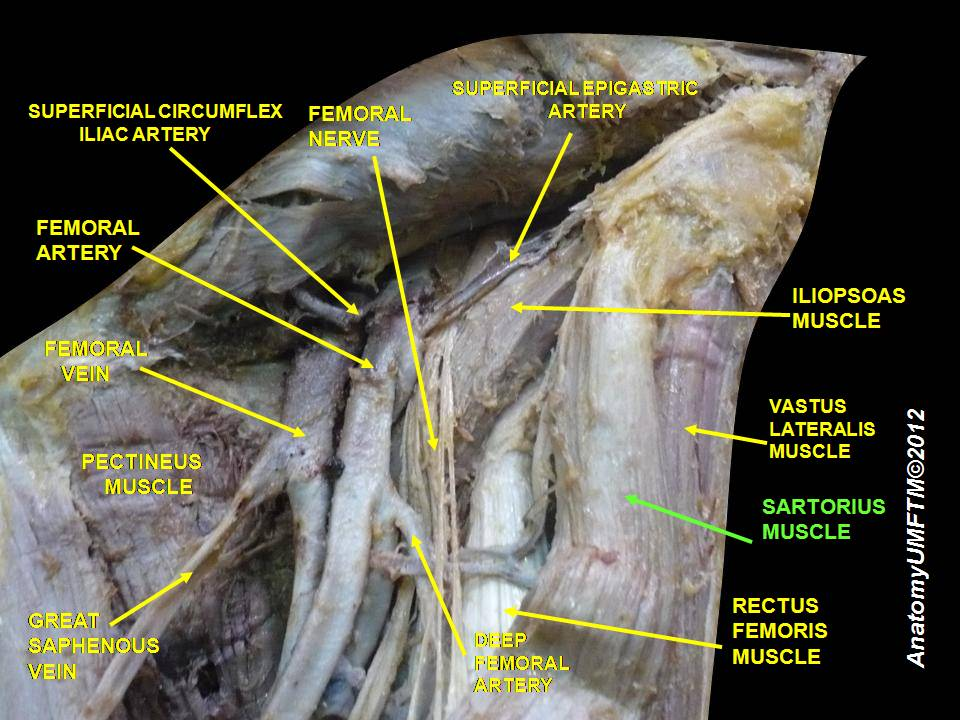
넙다리빗근
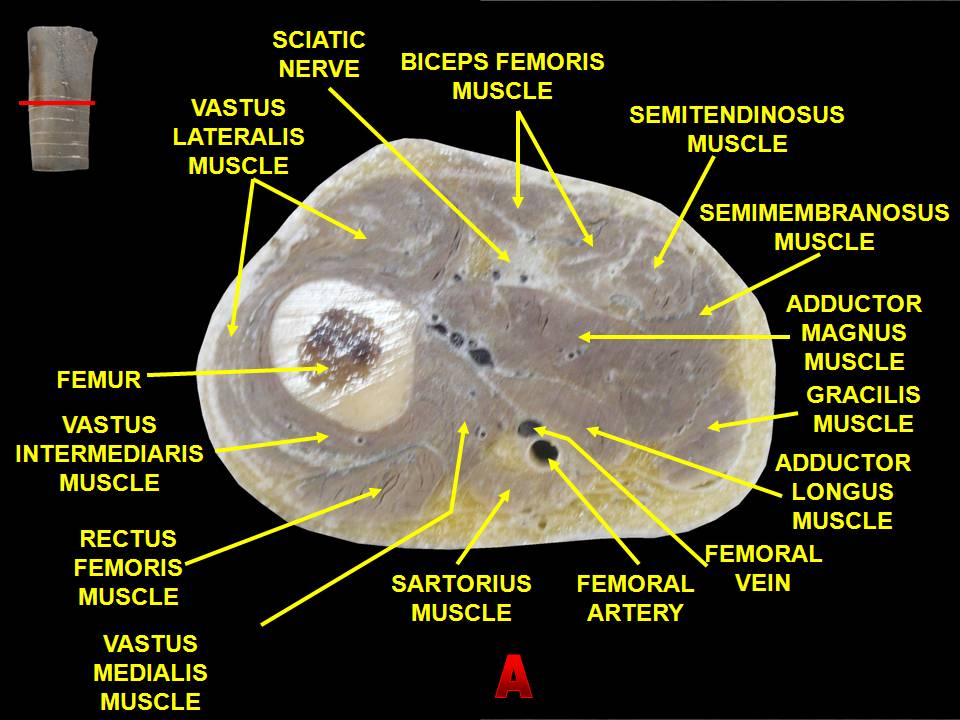
넓적다리 근육의 단면

## 참고 문헌
이 문서는 현재 퍼블릭 도메인에 속하는 그레이 해부학 제20판(1918) page 470의 내용을 기초로 작성된 글이 포함되어 있습니다.
1. 1 2  Moore, Keith; Anne Agur (2007). 《Essential Clinical Anatomy》. Lippincott Williams & Wilkins. 334쪽. ISBN 978-0-7817-6274-8.
2. ↑  Levin, Nancy (2019년 10월 26일). “10 Largest Muscles in the Human Body”. 《Largest.org》 (미국 영어). 2020년 12월 15일에 확인함.
3. 1 2 3 4 5 6 7 8  Moore, Keith L.; Dalley, Arthur F.; Agur, A. M. R. (2013년 2월 13일). 《Clinically Oriented Anatomy》 (영어). Lippincott Williams & Wilkins. 545–546쪽. ISBN 9781451119459.
4. 1 2 3  Chaitow, Leon; DeLany, Judith (2011년 1월 1일),  Chaitow, Leon; DeLany, Judith, 편집., “Chapter 12 - The hip”, 《Clinical Application of Neuromuscular Techniques, Volume 2 (Second Edition)》 (영어) (Oxford: Churchill Livingstone), 391–445쪽, doi:10.1016/b978-0-443-06815-7.00012-7, ISBN 978-0-443-06815-7, 2020년 12월 15일에 확인함
5. ↑  Scott-Conner, Carol E. H.; David L. Dawson (2003). 《Operative Anatomy》. Lippincott Williams & Wilkins. 606쪽. ISBN 0-7817-3529-7.
6. ↑  “Anterior Knee Pain: Symptoms, Causes & Treatment”. 《Cleveland Clinic》. 2022년 6월 23일에 확인함.
7. ↑  Wachtel, Tom J., 편집. (2007년 1월 1일), “- B”, 《Geriatric Clinical Advisor》 (영어) (Philadelphia: Mosby), 26–38쪽, ISBN 978-0-323-04195-9, 2022년 6월 23일에 확인함
8. ↑  《Mosby's medical, nursing, and allied health dictionary : illustrated in full color throughout.》. Anderson, Kenneth, 1921-2001., Anderson, Lois E., Glanze, Walter D. 4판. St. Louis: Mosby. 1994. 1394쪽. ISBN 0-8016-7225-2. OCLC 29185395.